# جک پالت

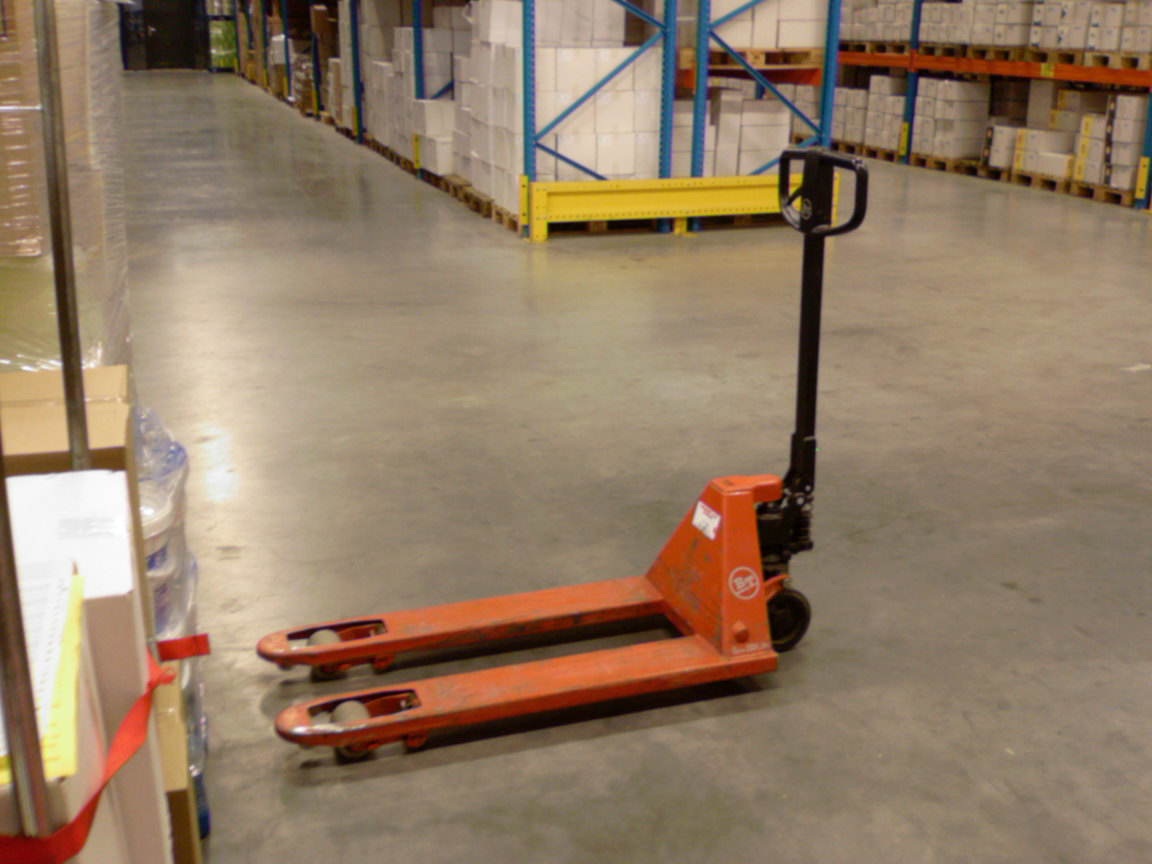

جک پالت، همچنین به نام‌ها پالت تراک، پالت بر نیز شناخته می‌شود و ابزاری برای بلند کردن و حرکت پالت است. جک پالت‌ها اولیه‌ترین شکل لیفتراک هستند و جهت انتقال پالت سنگین یا سبک در یک انبار می‌باشد.

## انواع جک پالت
1. جک پالت دستی
2. جک پالت برقی